# Die Venus von Tivoli
Die Venus von Tivoli (1953) es un largometraje suizo basada en la obra del mismo nombre de Peter Haggenmacher sobre la opereta Le fifre enchanté de Jacques Offenbach, con dirección de Leonard Steckel y música de Walter Baumgartner.
Detrás del autor original, Peter Haggenmacher, estaba Jakob Rudolf Welti, el editor literario del Neue Zürcher Zeitung. La Venus de Tívoli, una “pieza impresionante”, fue un éxito de público desde su estreno en 1931 y se repitió en 1945/46 con gran éxito en el Teatro Rudolf Bernhard de Zúrich.
El rodaje de La Venus de Tívoli tuvo lugar del 17 de noviembre de 1952 al 23 de enero de 1953 en Chur, Zúrich y Schaffhausen (tomas exteriores). Las grabaciones de estudio fueron, entre otras cosas, realizado en el estudio de cine Bellerive. El estreno tuvo lugar el 4 de abril de 1953 en Zúrich, Berna y Basilea. El estreno alemán tuvo lugar el 10 de noviembre de 1953 bajo el título Zwiespalt des Herzens.
Para Ilka Grüning, exiliada vienesa de 76 años y procedente de Hollywood, esta fue su última aparición en el cine.
El compositor Walter Baumgartner utilizó melodías de Jacques Offenbach en su composición.
Werner Schlichting diseñó las estructuras de la película y Robert Gamma el vestuario. Detrás de la camera estabaEugen Schüfftan con Robert D. Garbade. Ettore Cella sirvió a Steckel como asistente de dirección.

## Trama
Un día, en el consulado de un país sudamericano en Zúrich, se conocen el fornido empresario de un grupo de actores no muy exitoso, Osvaldo Curtis, y la famosa actriz Anina Wiedt, actualmente exiliada en Suiza. Con pocas esperanzas de éxito, Anina solicitó al consulado una visa para poder visitar a su amante. Curtis también ha solicitado visas para él y su grupo, pero no se las darán hasta que pueda demostrar que puede ofrecer un desempeño de primera clase. Ambos artistas tienen mucho que darse el uno al otro, por lo que Curtis y Wiedt se unen con la esperanza de lograr una situación en la que todos ganen. Inicialmente están previstas dos representaciones en las que Anina asumirá el papel principal junto a varios artistas que se han quedado sin hogar desde los disturbios de los primeros años de la posguerra, a partir de 1945. La primera representación tendrá lugar en Chur y la segunda está prevista en Schaffhausen. Pero el estreno es un desastre y el empresario Curtis se escapa con las ganancias sin pagar primero las facturas adeudadas.
Para no dejar que el proyecto fracase desde el principio y no privar a sus compañeros de su última esperanza, Anina rápidamente se hace cargo ella misma de la dirección del pequeño grupo de actores. Dado que el Estado suizo no quiere en ningún caso entregar el dinero pendiente, un obstinado alguacil suizo, conocido en este país como agente de ejecución de deudas, llamado Knüsli, insiste en supervisar personalmente todas las actuaciones posteriores hasta que se haya pagado la suma. En el entorno de la encantadora Anina, el anciano nudoso florece gradualmente y la colaboración resulta más agradable de lo que todos los involucrados esperaban. El asistente de Knüsli, Bölsterli, un joven atractivo con un encanto rompecorazones, pronto fija sus ojos en Anina y se desarrolla un romance entre los dos. Teniendo en cuenta estas vibraciones generalmente positivas, la actuación en Schaffhausen es un éxito total y el grupo de artistas de Anina recibe los visados tan esperados. Bölsterli acompaña a su nuevo amor en el viaje a América Latina.

## Reparto
- Hilde Krahl - Anina Wiedt
- Paul Hubschmid - Bölsterli
- Heinrich Gretler - Knüsli
- Gustav Knuth - Hermann Schninkat
- Inge Konradi - Manci Sipos
- Walter Richter - Osvaldo Curtis
- Rudolf Rhomberg - Leopold Gerzner
- Peer Schmidt - Erich Kube
- Ilka Grüning - Frau Stransky
- Heinrich Trimbur - Konsul
- Rudolf Bernhard - Schubiger
- Fredy Scheim - Benziger
- Ruedi Walter - Hunziker